# 田雲中
田云中（前2世纪—前71年）。西汉京兆尹郑县（治今陕西省渭南市华州区）人。
田云中是田广明的兄长。田广明为担任淮阳郡太守，连破数起大案，汉武帝擢升田广明为大鸿胪，任命田云中代替田广明为淮阳太守。田云中治郡也敢於诛杀豪强。汉宣帝本始三年（前71年），田广明因罪自杀，田云中为官民所告，被朝廷处死。